# Ashlee Simpson

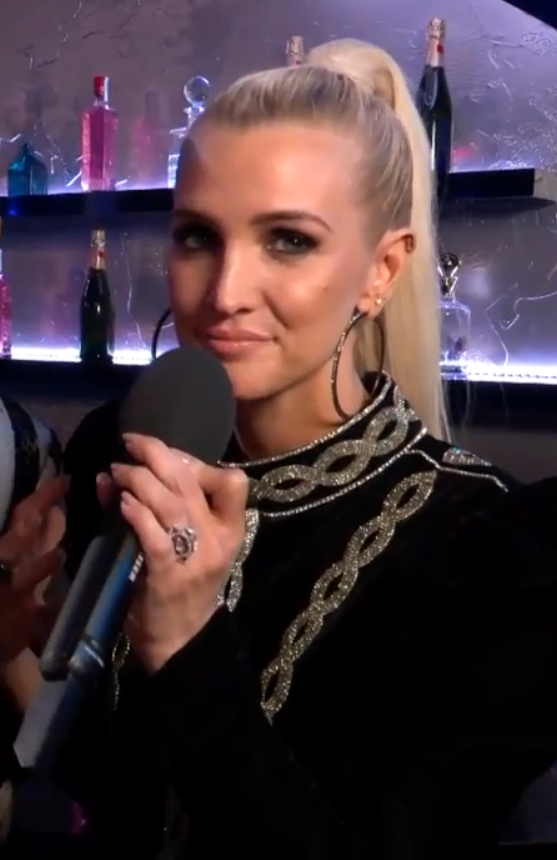
Ashlee Simpson (2018)

Ashlee Nicole Simpson-Ross (geborene Simpson; * 3. Oktober 1984 in Waco, Texas) ist eine US-amerikanische Sängerin und Schauspielerin. Sie ist die jüngere Schwester von Sängerin und Schauspielerin Jessica Simpson.

## Musikkarriere
Simpson startete ihre Karriere in der Rolle der Cecilia in der Fernsehserie Eine himmlische Familie. Danach hatte sie auf MTV ihre eigene Sendung The Ashlee Simpson Show, die sie vom Unterschreiben ihres ersten Plattenvertrages bis zum ersten Auftritt begleitete. Diese Show erhöhte Simpsons Bekanntheitsgrad und hatte viele Zuschauer.
Die erste Single Pieces of Me katapultierte ihr Debütalbum Autobiography direkt auf Platz 1. Bis heute verkaufte sich das Album beinahe 3 Millionen Mal. Im Zuge der Album-Veröffentlichung reiste Simpson quer durch die Staaten, spielte ihre eigene Tour vor stets ausverkauften Häusern. Auf dieser Tournee freundete sie sich mit Gwen Stefani an. Überschattet wurde der Erfolg durch einen missglückten Auftritt in der Show Saturday Night Live im Oktober 2004, als bei Simpsons angeblicher Live-Performance das falsche Playback gespielt wurde und die blamierte Sängerin vor den Augen des Publikums die Bühne verließ.
Im Herbst 2005 erschien ihr zweites Album, I Am Me. In den USA stieg das Album direkt wie sein Vorgänger auf Platz 1 der Albumcharts ein. In Deutschland schaffte es das Album nicht in die Top 100. Ein Grund dafür war die sehr begrenzte Auflage des Albums, von dem insgesamt nur 2500 Kopien hergestellt wurden. Die erste Single Boyfriend wurde Simpsons zweiterfolgreichste Single. Sie erreichte in den USA die Top 20, und auch in Deutschland war die Single wieder etwas höher in den Charts. Der Track handelt davon, dass Ashlee bestreitet, ihrer Freundin den Freund ausgespannt zu haben. Man nahm an, bei der Freundin handle es sich um die Schauspielerin Lindsay Lohan an, bis Simpson dieses Gerücht dementierte. Sie wolle die Person nicht bei Namen nennen. Im März 2006 brachte Simpson als zweite Single L.O.V.E in den USA heraus. Im August wurde die Single auch in Deutschland veröffentlicht, konnte sich aber nicht in den Singlecharts behaupten. In den USA kam sie auf Platz 22.
Wegen der zunehmenden Kritik an ihrer Musik und wegen der Gerüchte um sie und Lindsay Lohan coverte Ashlee Simpson den Song Invisible (dt. „unsichtbar“), den sie Mitte 2006 in den USA veröffentlichte. Dort kam die Single bis Platz 21. Der Song beschreibt das Verhältnis einer berühmten Person zu ihrer Vergangenheit und den Menschen, die nun behaupten, sie gekannt zu haben, als sie noch „unsichtbar“ war. Die Single wurde in Deutschland nicht veröffentlicht. Die Originalversion des Songs war von der Band Jaded Era aufgenommen worden.
Am 2. Mai 2008 erschien Simpson drittes Album Bittersweet World. Ihre erste Single Outta My Head (Ay Ya Ya) wurde von Timbaland produziert und erreichte in den USA nur noch Platz 121. Am 3. Mai 2008 war Simpson bei der Bravo Super Show 2008 in Nürnberg zu sehen. 
2012 veröffentlichte Simpson erfolglos die Single Bat for a Heart und ein dazugehöriges Video. Seither hat sie keine weitere Musik veröffentlicht.

## Privates

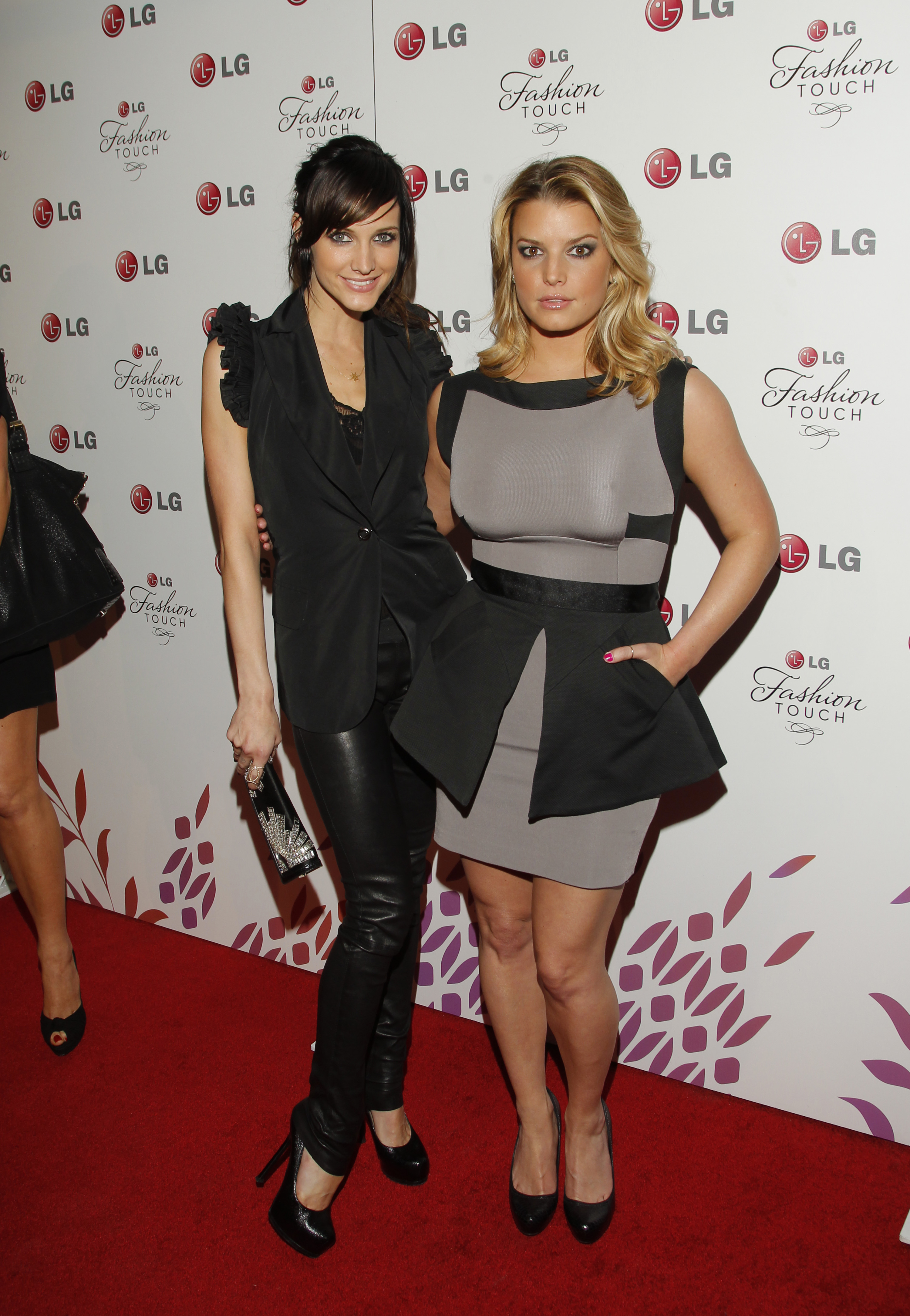
Ashlee Simpson (links) mit ihrer Schwester Jessica (2010)

Von 2008 bis 2011 war Simpson mit Pete Wentz, Bassist von Fall Out Boy, verheiratet und änderte ihren Namen in Ashlee Simpson-Wentz. Die beiden wurden am 20. November 2008 Eltern ihres Sohnes Bronx Mowgli. Am 9. Februar 2011 wurde bekannt, dass sich Simpson und Wentz scheiden lassen. Als Scheidungsgrund wurden „unüberbrückbare Differenzen“ angegeben.
Sie beantragte das gemeinsame Sorgerecht mit Besuchsrecht für Wentz sowie Ehegattenunterhalt. Außerdem beantragte sie, dass ihr Name wieder zurück in Ashlee Nicole Simpson geändert wird. Das Paar wurde am 22. November 2011 geschieden.
Am 30. August 2014 heiratete sie den Schauspieler Evan Ross, Sohn von Diana Ross. Sie nahm zusätzlich einen zweiten Nachnamen als Ashlee Simpson-Ross an, tritt in der Öffentlichkeit aber weiterhin unter ihrem früheren Namen auf. Im Juli 2015 wurde die gemeinsame Tochter geboren. Im Oktober 2020 wurde der gemeinsame Sohn geboren.

## Diskografie

### Studioalben
| Jahr | Titel             | Höchstplatzierung, Gesamtwochen, AuszeichnungChartplatzierungen (Jahr, Titel, Platzierungen, Wochen, Auszeichnungen, Anmerkungen) | Höchstplatzierung, Gesamtwochen, AuszeichnungChartplatzierungen (Jahr, Titel, Platzierungen, Wochen, Auszeichnungen, Anmerkungen) | Höchstplatzierung, Gesamtwochen, AuszeichnungChartplatzierungen (Jahr, Titel, Platzierungen, Wochen, Auszeichnungen, Anmerkungen) | Höchstplatzierung, Gesamtwochen, AuszeichnungChartplatzierungen (Jahr, Titel, Platzierungen, Wochen, Auszeichnungen, Anmerkungen) | Höchstplatzierung, Gesamtwochen, AuszeichnungChartplatzierungen (Jahr, Titel, Platzierungen, Wochen, Auszeichnungen, Anmerkungen) | Anmerkungen                            |
| Jahr | Titel             | DE | AT | CH | UK | US | Anmerkungen                            |
| ---- | ----------------- | --- | --- | --- | --- | --- | -------------------------------------- |
| 2004 | Autobiography     | DE27 (14 Wo.)DE | AT37 (8 Wo.)AT | CH36 (14 Wo.)CH | UK31 Gold · (11 Wo.)UK | US1 ×3Dreifachplatin · (40 Wo.)US                                                                                                 | Erstveröffentlichung: 20. Juli 2004    |
| 2005 | I Am Me           | — | AT60 (2 Wo.)AT | — | UK50 (2 Wo.)UK | US1 Platin · (24 Wo.)US | Erstveröffentlichung: 18. Oktober 2005 |
| 2008 | Bittersweet World | DE88 (1 Wo.)DE | AT55 (1 Wo.)AT | — | UK57 (1 Wo.)UK | US4 (7 Wo.)US | Erstveröffentlichung: 22. April 2008   |

### Singles
| Jahr | Titel Album                                | Höchstplatzierung, Gesamtwochen, AuszeichnungChartplatzierungen (Jahr, Titel, Album, Platzierungen, Wochen, Auszeichnungen, Anmerkungen) | Höchstplatzierung, Gesamtwochen, AuszeichnungChartplatzierungen (Jahr, Titel, Album, Platzierungen, Wochen, Auszeichnungen, Anmerkungen) | Höchstplatzierung, Gesamtwochen, AuszeichnungChartplatzierungen (Jahr, Titel, Album, Platzierungen, Wochen, Auszeichnungen, Anmerkungen) | Höchstplatzierung, Gesamtwochen, AuszeichnungChartplatzierungen (Jahr, Titel, Album, Platzierungen, Wochen, Auszeichnungen, Anmerkungen) | Höchstplatzierung, Gesamtwochen, AuszeichnungChartplatzierungen (Jahr, Titel, Album, Platzierungen, Wochen, Auszeichnungen, Anmerkungen) | Anmerkungen                             |
| Jahr | Titel Album                                | DE | AT | CH | UK | US | Anmerkungen                             |
| ---- | ------------------------------------------ | --- | --- | --- | --- | --- | --------------------------------------- |
| 2004 | Pieces of Me Autobiography                 | DE26 (11 Wo.)DE | AT15 (17 Wo.)AT | CH11 (13 Wo.)CH | UK4 (13 Wo.)UK | US5 Gold · (21 Wo.)US | Erstveröffentlichung: 15. März 2004     |
| 2004 | Shadow Autobiography                       | DE42 (9 Wo.)DE | AT60 (1 Wo.)AT | CH30 (7 Wo.)CH | — | US57 (7 Wo.)US | Erstveröffentlichung: 6. August 2004    |
| 2004 | La La Autobiography                        | DE68 (9 Wo.)DE | AT46 (6 Wo.)AT | — | UK11 (8 Wo.)UK | US86 Gold · (5 Wo.)US | Erstveröffentlichung: 18. November 2004 |
| 2005 | Boyfriend I Am Me                          | DE56 (7 Wo.)DE | AT45 (3 Wo.)AT | — | UK12 (6 Wo.)UK | US19 (20 Wo.)US | Erstveröffentlichung: 6. September 2005 |
| 2005 | L.O.V.E. I Am Me                           | — | — | — | — | US22 (18 Wo.)US | Erstveröffentlichung: 6. Dezember 2005  |
| 2006 | Invisible I Am Me                          | — | — | — | — | US21 (4 Wo.)US | Erstveröffentlichung: 6. Juni 2006      |
| 2007 | Outta My Head (Ay Ya Ya) Bittersweet World | DE30 (9 Wo.)DE | AT71 (1 Wo.)AT | — | UK24 (11 Wo.)UK | — | Erstveröffentlichung: 11. Dezember 2007 |
| 2008 | Little Miss Obsessive Bittersweet World    | — | — | — | — | US96 (1 Wo.)US | Erstveröffentlichung: 11. März 2008     |

## Auszeichnungen für Musikverkäufe
| Goldene Schallplatte - Australien - 2004: für die Single Pieces of Me - 2005: für die Single La La - 2005: für die Single Boyfriend - Japan - 2004: für das Album Autobiography - Kanada - 2005: für das Album I Am Me - Mexiko - 2005: für das Album Autobiography | 2× Platin-Schallplatte - Kanada - 2005: für das Album Autobiography |

Anmerkung: Auszeichnungen in Ländern aus den Charttabellen bzw. Chartboxen sind in ebendiesen zu finden.
| Land/RegionAuszeichnungen für Musikverkäufe (Land/Region, Auszeichnungen, Verkäufe, Quellen) | Gold     | Platin     | Verkäufe  | Quellen         |
| -------------------------------------------------------------------------------------------- | -------- | ---------- | --------- | --------------- |
| Australien (ARIA)                                                                            | 3× Gold3 | —          | 105.000   | aria.com.au     |
| Japan (RIAJ)                                                                                 | Gold1    | —          | 100.000   | riaj.or.jp      |
| Kanada (MC)                                                                                  | Gold1    | 2× Platin2 | 250.000   | musiccanada.com |
| Mexiko (AMPROFON)                                                                            | Gold1    | —          | 50.000    | amprofon.com.mx |
| Vereinigte Staaten (RIAA)                                                                    | 2× Gold2 | 4× Platin4 | 5.000.000 | riaa.com        |
| Vereinigtes Königreich (BPI)                                                                 | Gold1    | —          | 100.000   | bpi.co.uk       |
| Insgesamt                                                                                    | 9× Gold9 | 6× Platin6 |           |                 |

## Auszeichnungen
- 2004: Teen Choice Awards: Choice Fresh Face (dt. Neuer Künstler)
- 2004: Teen Choice Awards: Choice Song of the Summer (dt. Song des Sommers): Pieces of Me – Ashlee Simpson
- 2004: Billboard Awards: Best New Female Artist (dt. bester weiblicher Künstler): Ashlee Simpson
- 2005: Fun Fearless Male Awards: Fun Fearless Female 2005 (dt. mutige Künstlerin)
- 2005: MTV Asia Video Music Awards: Favourite International Breakthrough Artist (dt. Durchstater International): Ashlee Simpson
- 2006: TRL Awards: Bounce-Back Artist: Ashlee Simpson
- 2006: MTV Australia Video Music Awards: Best Female Artist
- 2006: MTV Australia Video Music Awards: Best Pop Video (Ashlee Simpson; Boyfriend)
- 2006: Kelly Slater Surf Invitational: Invitational Winner: Ashlee Simpson[11]

## Filmografie
- 2001: Malcolm mittendrin (Malcolm in the Middle, Fernsehserie, Folge 2x18 Der Meisterkoch)
- 2002–2004: Eine himmlische Familie (7th Heaven, Fernsehserie)
- 2002: Hot Chick – Verrückte Hühner
- 2004–2005: The Ashlee Simpson Show
- 2004–2008: Jimmy Kimmel Live!
- 2005: Undiscovered
- 2005–2008: The Ellen DeGeneres Show (Fernsehserie)
- 2006: The Sharon Osbourne Show
- 2006: Style Star
- 2006: 2006 American Music Awards
- 2007: Entertainment Tonight
- 2008: 24/7 Chicago
- 2008: Loose Women
- 2008: MTV Video Music Awards 2008
- 2009: Dog Whisperer with Cesar Millan
- 2009: CSI: NY (Fernsehserie)
- 2009–2010: Melrose Place (Fernsehserie)
- 2013: Gangster Chronicles (Pawn Shop Chronicles)
- 2023: The Recipe Files

## Trivia
Ashlee Simpson wirbt für die Kollektion Pink von Victoria’s Secret. Bei dieser Kollektion handelt es sich um so genannte Lounge-Kleidung, d. h. lockere Kleidung für zu Hause.